# إستفان فولوب
إستفان ساندور فولوب (بالرومانية: István Fülöp)‏ (ولد في 18 مايو 1990 في تارغو موريش) هو لاعب كرة قدم روماني، يلعب كمهاجم أو وسط ميدان لصالح نادي سيبسي سنتو جيورجي كإعراة من نادي ديوسجوري.

## روابط خارجية
- إستفان فولوب على موقع قاعدة بيانات كرة القدم.إي يو (الإنجليزية)
- إستفان فولوب على موقع Soccerway.com (الإنجليزية)